# Omphalucha epixyna
Omphalucha epixyna är en fjärilsart som beskrevs av Louis Beethoven Prout 1938. Omphalucha epixyna ingår i släktet Omphalucha och familjen mätare. Inga underarter finns listade i Catalogue of Life.